# Apache Kafka
Apache Kafka è una piattaforma open source di stream processing scritta in Java e Scala e sviluppata dall'Apache Software Foundation. Il progetto mira a creare una piattaforma a bassa latenza ed alta velocità per la gestione di feed dati in tempo reale.
Questo progetto viene usato principalmente per tutte le applicazioni di elaborazioni di stream di dati in tempo reale.